# San Isidro de la Concepción
San Isidro de la Concepción es una localidad del estado mexicano de Guanajuato. Es parte del municipio de Celaya.

## Toponimia
El nombre «San Isidro» hace referencia al santo patrono de la localidad: San Isidro Labrador.

## Demografía
| Gráfica de evolución demográfica |
|                                  |

| Censo | Población |
| ----- | --------- |
| 1950  | 135       |
| 1960  | 367       |
| 1970  | 470       |
| 1980  | 685       |
| 1990  | 1 201     |
| 2000  | 1 511     |
| 2010  | 2 012     |
| 2020  | 2 276     |